# Герб комуни Валлентуна
Герб комуни Валлентуна (швед. Vallentuna kommunvapen) — символ шведської адміністративно-територіальної одиниці місцевого самоврядування комуни Валлентуна. 

## Історія
Герб було розроблено для ландскомуни Валлентуна. Отримав королівське затвердження 1950 року.     
Після адміністративно-територіальної реформи, проведеної в Швеції на початку 1970-х років, муніципальні герби стали використовуватися лишень комунами. Цей герб був 1971 року перебраний для нової комуни Валлентуна.
Герб комуни офіційно зареєстровано 1974 року.

## Опис (блазон)
Щит перетятий, у верхньому срібному полі червоний орел, у нижньому зеленому полі золота сокира у стовп, обабіч якої по такій же шестипроменевій зірці.

## Зміст
Сюжет герба походить з печаток XVІ століття двох герадів (територіальних сотень). На печатці Валлентуни було зображення орла, а на печатці Семінґгундри — сокира і зірки.     